# Jeannie Berlin
Jeannie Berlin (nascida Jeannie Brette May; Los Angeles, 1 de novembro de 1949) é uma atriz e roteirista americana. Berlin é mais conhecida por seu papel no filme The Heartbreak Kid (1972),  pelo qual recebeu indicações ao Oscar e Globo de Ouro. Mais tarde, Berlin interpretou a protagonista do filme Sheila Levine Is Dead and Living in New York (1975), e na década de 2000 retornou ao cinema em filmes como Margaret (2011), Inherent Vice (2014) e Cafe Society (2016). Berlin também participou da minissérie The Night Of (2016). Em 2018, ela interpretou a presidente dos Estados Unidos na série The First. 

## Início de vida
Nascida em Los Angeles, Califórnia, Berlin é filha da atriz Elaine May e do inventor Marvin May. Elaine May dirigiu Berlin no filme The Heartbreak Kid, de 1972, pelo qual Berlin foi indicada ao Oscar e Globo de Ouro.

## Carreira
Jeannie escolheu usar o sobrenome de solteira da sua mãe como seu nome artístico.
Seu desempenho em The Heartbreak Kid (1972) a fez ser indicada ao Globo de Ouro  e ao Oscar de Melhor Atriz Coadjuvante. Outros trabalhos na década de 1970 incluem Getting Straight (1970), The Strawberry Statement (1970), Portnoy's Complaint (1971), e o papel principal em Sheila Levine Is Dead and Living in New York (1975).  Berlin também protagonizou em 1976 o episódio "Old Fashioned Murder", da série policial Columbo. Após se afastar por mais de uma década do cinema, Berlin apareceu recentemente em filmes como Margaret (2011), Inherent Vice (2014), e Café Society (2016). Ela recebeu críticas positivas pelo seu desempenho como a procuradora Helen Weiss na minissérie The Night Of (2016), da HBO.
Berlin fez sua estreia no teatro da Broadway na peça After the Night and the Music, em 2005. Em 2012, ela participou da peça Other Desert Cities em Los Angeles.

## Filmografia

### Cinema
| Ano  | Título                                       | Papel           | Notas                                 |
| ---- | -------------------------------------------- | --------------- | ------------------------------------- |
| 1969 | In Name Only                                 | Heather         | Telefilme                             |
| 1970 | Getting Straight                             | Judy Kramer     |                                       |
| 1970 | The Strawberry Statement                     |                 |                                       |
| 1970 | On a Clear Day You Can See Forever           |                 |                                       |
| 1970 | Move                                         | Myrna           |                                       |
| 1970 | The Baby Maker                               | Charlotte       |                                       |
| 1971 | Two on a Bench                               | Harriet         | Telefilme                             |
| 1972 | Portnoy's Complaint                          |                 |                                       |
| 1972 | Bone                                         |                 |                                       |
| 1972 | I figli chiedono perché                      |                 |                                       |
| 1972 | The Heartbreak Kid                           | Lila Kolodny    |                                       |
| 1973 | Why?                                         |                 |                                       |
| 1975 | Sheila Levine Is Dead and Living in New York | Sheila Levine   |                                       |
| 1990 | In the Spirit                                | Crystal         |                                       |
| 2011 | Margaret                                     | Emily           |                                       |
| 2013 | Vijay and I                                  | Mrs. Korokowski |                                       |
| 2014 | Inherent Vice                                | Reet            |                                       |
| 2016 | Café Society                                 | Rose Dorfman    |                                       |
| 2018 | The Boor                                     |                 | Curta-metragem, roteirista e diretora |
| 2020 | Faraway Eyes                                 | Goldie          |                                       |
| 2022 | The Fabelmans                                |                 | Pós-produção                          |
| TBA  | Beth & Don                                   |                 | Em filmagens                          |

### Televisão
| Ano       | Título       | Papel                   | Notas                                     |
| --------- | ------------ | ----------------------- | ----------------------------------------- |
| 1976      | Columbo      | Janie Brandt            | Episódio: "Old Fashioned Murder"          |
| 2003      | Miss Match   | Risa Barbeko            | Episódio: "Matchmaker, Matchmaker"        |
| 2016      | The Night Of | Helen Weiss             | Minissérie                                |
| 2018      | The First    | Presidente Cecily Burke | Papel recorrente, 3 episódios             |
| 2019-2021 | Succession   | Cyd Peach               | Papel recorrente, 5 episódios             |
| 2019      | SMILF        | Lillian Wheaton         | Episode: Sh*t Man, I've Literally Failed" |
| 2020      | Hunters      | Ruth Heidelbaum         | Papel recorrente, 6 episódios             |